# Крестях (приток Олёкмы)
Крестя́х (Кирестээх) — река в Олёкминском заповеднике, правый приток Олёкмы, протекает по территории Олёкминского района Якутии в России. Длина реки — 106 км, площадь водосборного бассейна — 2280 км².

## Описание
Крестях начинается в месте слияния верховий на высоте 652 м над уровнем моря. Генеральным направлением течения реки является север. Крестях впадает в Олёкму на высоте 165,5 м над уровнем моря.

## Данные водного реестра
По данным государственного водного реестра России относится к Ленскому бассейновому округу, речной бассейн реки — Лена, речной подбассейн реки — Олёкма, водохозяйственный участок реки — Олёкма от в/п села Усть-Нюкжа до устья без реки Чара.
Код объекта в государственном водном реестре — 18030400312117200019629.